# 浜本義顕

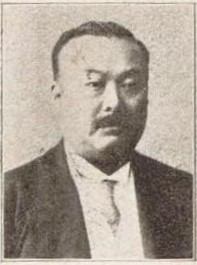
浜本義顕

浜本 義顕（はまもと よしあき、1858年11月2日（安政5年9月27日） - 1919年（大正8年）8月29日）は、日本の政治家。衆議院議員（2期）。

## 経歴
鳥取県出身。大阪師範学校卒。大蔵属、逓信属、警視庁属、北海道支庁長、東京商業会議所議員、日本耐火煉瓦(株)社長、日清紡績、日本製糖、日本台湾茶、東京宝石、日本煉炭、城戸炭礦、満州製粉各(株)取締役、横浜電気鉄道(株)監査役となる。
1912年の第11回衆議院議員総選挙において鳥取市部から中立系で立候補して初当選。続く1915年の第12回衆議院議員総選挙では立憲政友会公認で立候補したが落選。しかし、対立候補の選挙法違反が確定し、繰り上げ当選となった。1917年の第13回衆議院議員総選挙には出馬しなかった。1919年死去。